# Ianiropsis kussakini
Ianiropsis kussakini är en kräftdjursart som beskrevs av Alberto Carvacho 1982. Ianiropsis kussakini ingår i släktet Ianiropsis och familjen Janiridae. Inga underarter finns listade i Catalogue of Life.